# Diacamma ceylonense
Espèce
Diacamma ceylonense est une espèce de fourmis de la sous-famille des Ponerinae et présente notamment en Inde, au Sri Lanka et au Laos.
L'espèce est décrite par Carlo Emery en 1897.
Cette espèce a la particularité de n'avoir pas de reine. Seules certaines ouvrières se reproduisent.

## Liste des sous-espèces
Selon Catalogue of Life (9 août 2020) :
- sous-espèce Diacamma ceylonense ceylonense Emery, 1897 - Inde, Sri Lanka
- sous-espèce Diacamma ceylonense orbiculatum Santschi, 1932 - Laos